# Walter Ris
Walter Stephen „Wally” Ris (ur. 4 stycznia 1924 w Chicago, zm. 25 grudnia 1989 w Mission Viejo), amerykański pływak. Dwukrotny złoty medalista olimpijski z Londynu.
Specjalizował się w stylu dowolnym. Indywidualnie triumfował na dystansie 100 metrów kraulem. Po drugie złoto sięgnął w sztafecie 4 × 200 m w tym stylu (rekord świata), obok niego płynęli: James McLane, Wallace Wolf, William Smith. Odnosił sukcesy w NCAA, zdobywał tytuły w 1947 i 1948. W 1966 został przyjęty do International Swimming Hall of Fame.